# Паршин Георгій Михайлович
Па́ршин Гео́ргій Миха́йлович (рос. Паршин Георгий Михайлович; 10 (23) травня 1916 — 13 березня 1956) — радянський військовий льотчик-штурмовик, учасник Другої світової війни. Двічі Герой Радянського Союзу (1944, 1945).

## Біографія
Народився 10 (23) травня 1916 року в селі Сетуха (нині — Залегощенський район Орловської області Росії) в селянській родині. Росіянин. По закінченні школи працював слюсарем на заводі.
У 1936 році закінчив Херсонську авіаційну школу льотчиків Тсоавіахіму, а згодом — Вищу парашутну школу. Працював льотчиком-інструктором у аероклубах Дніпропетровська, Чебоксарів, Грозного.
До лав РСЧА призваний у 1941 році. У діючій армії — з 25 січня 1942 року. Воював на Західному, Північно-Кавказькому, Ленінградському і 3-му Білоруському фронтах. Був командиром ланки, ескадрильї, штурманом, а потім командиром 943-го штурмового авіаційного полку. Член ВКП(б) з 1942 року. У 1943 році закінчив курси удосконалення офіцерського складу.
По закінченні війни продовжував командувати авіаційним полком у Ленінградському військовому окрузі. У 1946 році майор Г. М. Паршин вийшов у запас. Працював у Цивільному повітряному флоті (ЦПФ), потім — льотчиком-випробувачем.
Загинув 13 березня 1956 року під час виконання випробувального польоту на літакові Іл-28. Похований на Ваганьковському цвинтарі Москви.

## Нагороди
Указом Президії Верховної Ради СРСР від 19 серпня 1944 року за зразкове виконання бойових завдань командування на фронті боротьби з німецькими загарбниками та виявлені при цьому мужність і героїзм, капітанові Паршину Георгію Михайловичу присвоєне звання Героя Радянського Союзу з врученням ордена Леніна і медалі «Золота Зірка» (№ 4345).
Указом Президії Верховної ради СРСР від 19 квітня 1945 року за зразкове виконання бойових завдань командування на фронті боротьби з німецькими загарбниками по ліквідації угруповання німців південно-західніше Кенігсберга та виявлені при цьому відвагу і героїзм, майор Паршин Георгій Михайлович нагороджений другою медаллю «Золота Зірка» (№ 40/II).
Також нагороджений чотирма орденами Червоного Прапора (05.04.1943, 27.01.1944, 11.07.1944, 24.01.1945), орденами Суворова 3-го ступеня (23.04.1945), Олександра Невського (05.11.1944), Вітчизняної війни 1-го ступеня (15.02.1943) і медалями.

## Пам'ять
У селищі Залегощ Орловської області встановлено бронзове погруддя Г. М. Паршина. Його ім'ям названо одну з вулиць Москви.